# José Álvarez de Toledo y Acuña
José Álvarez de Toledo y Acuña (París, 6 d'agost de 1838 - Madrid, 18 d'agost de 1898) va ser un diplomàtic i polític espanyol, va ser ministre de Fomento durant la regència de Maria Cristina d'Habsburg-Lorena.

## Biografia
I Comte de Xiquena des de 1865 i I duc de Bivona, va iniciar la seva carrera política com a diputat per Logronyo en les eleccions de 1864 aconseguint aquest mateix escó en les eleccions de 1865, 1867 i 1876 per passar, en 1879, a ocupar plaça de senador per Canàries. En 1881 torna com a diputat al Congrés en aconseguir un escó per la circumscripció de Puerto Rico repetint en les eleccions de 1886,en aquesta ocasió per la província de Toledo. Entre 1891 i 1893 torna al senat en representació de Jaén i finalment, en 1893, retorna novament al Congrés en obtenir en les eleccions un escó per Cuba. Escó que abandonarà en 1894 en ser nomenat President del Consell d'Estat.
Va ser Ministre de Foment entre l'11 de desembre de 1888 i el 21 de gener de 1890, cartera que tornaria a ocupar entre el 4 d'octubre de 1897 i el 18 de maig de 1898 en tots dos casos en gabinets presidits per Sagasta.
Així mateix va ser governador civil de Madrid entre 1881 i 1883 i també en 1885.